# الحساسية عند الأطفال

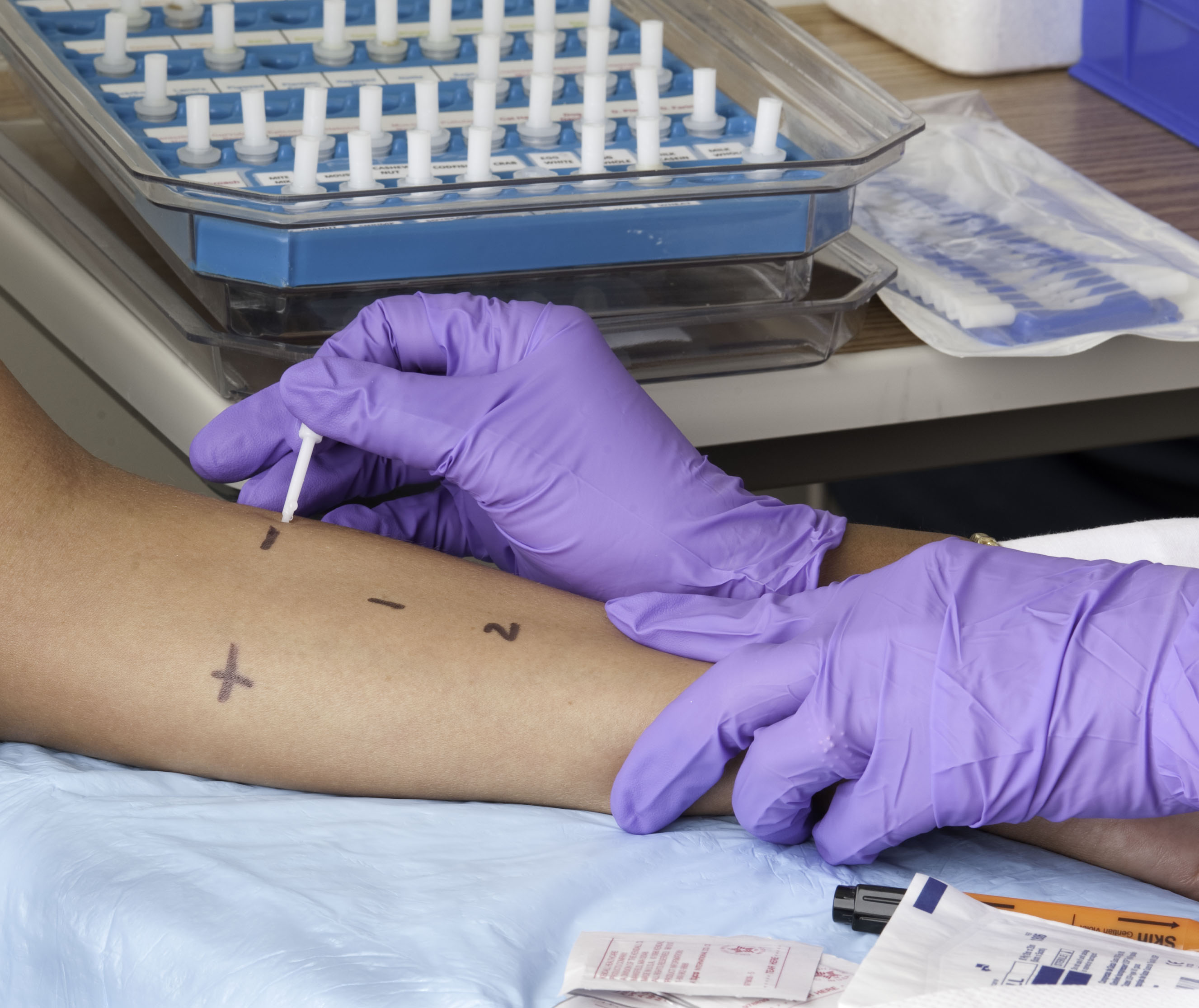

الحساسية عند الأطفال هي تلك المسببات الفيزلوجيا المرضية والعلاجات والتدابير والممارسات لسيطرة على تطور الحساسية لدى الأطفال. يعاني ما يصل إلى 40% من الأطفال من التهاب الأنفي الأرجي، ويكون الأطفال الأكثر عرضة للإصابة بالحساسية إذا كان أحد الطفلين أو كليهما مصاباً بالحساسية. تختلف الحساسية بين البالغين والأطفال، جزء من ذلك السبب أن الجهاز التنفسي لدى الأطفال يكون أصغر حجماً من الأشخاص البالغيين، حيث إن القصبات الهوائية والشعب الهوائية أضيق، لذلك حتى نقصان قليل في قطر هذا المجرى الهوائي يمكن أن يكون عواقبها وخيمة، يتغلب العديد من الأطفال على الحساسية.
ازدادت حالات الإصابة بالحساسية في مرحلة الطفولة في السنوات الخمسين الأخيرة.

## العلامات والأعراض
علامات وأعراض الحساسية عند الطفل هي:
- الأعراض المزمنة تشبه البرد التي تستمر لأكثر من أسبوع أو أسبوعين.
- أعراض تشبه البرد تظهر في نفس الوقت من كل عام.
- صعوبة متكررة في التنفس.
- أعراض تشبه البرد تحدث في الليل.
- أعراض تشبه البرد تحدث أثناء التمرين.
- طفح جلدي مزمن أو بقع جلدية جافة وحكة مثل القشور.
- أعراض تشبه البرد تظهير بعد تناول طعام معين.
- القشعريرة.
- تورم في الوجه والذراعين والساقين.
- الإسكات أو السعال أو الصفير أو القيء أو آلام في البطن الشديدة.
- حكة وإحساس بوخزه في الفم أو الحلق أو الأذنين.

السبب الرجيد هو نبات ولبعض لديهم حساسية من حبوب اللقاح هذا النبات.

## الحالات
كل منزل يحتوي على مسببات الحساسية المحتملة التي يمكن أن تتطور إلى حساسية بعد التعرض لما يلي:
- عث الغبار.
- الكلاب والقطط.
- حيوانات أليفة أخرى.
- الصراصير.
- الفئران والجرذان.
- النباتات.
- العفن.

نقص في فيتامين د وقت الولادة والتعرض لبياض البيض والحليب والفول السوداني والجوز وفول الصويا والروبيان وسمك القد والقمح، يجعل الطفل أكثر عرضة للحساسية. ترتبط تركيبة فول الصويا بحليب الرضع بالحساسية لديهم، على الرغم من ذلك، في السنوات الأخيرة أصبحت أكثر شيوعا لدى الأطفال الذين تتراوح أعمارهم بين 4 سنوات وما فوق.

## الفيزيولوجية المرضية
حساسية الطفل هي ردة فعل جهاز المناعة، حيث يتجاوب الطفل مع مادة معينة أو مادة مسببة للحساسية، ويستجيب الجهاز المناعي للطفل لمسببات الحساسية الغازية عن طريق إطلاق مركب الهيستامين والمواد الكيميائية الأخرى التي تؤدي بالعادة إلى ظهور أعراض الحساسية في الأنف والرئتين والحلق والجيوب الأنفية والأذنين والعينين والجلد أو بطانة المعدة لدى بعض الأطفال. الحساسية يمكن أن تؤدي أيضا إلى ظهور أعراض الربو وهو مرض يسبب التنفس بالصفير أو صعوبة في التنفس.إذا كان الطفل يعاني من الحساسية أو الربو فإن السيطرة على الحساسية أمر مهم لان نقص العلاج يجعل من الحساسية أسوء. ترتبط المركبات مثل الفثالات بالربو عند الأطفال، يرتبط الربو عند الأطفال بالتعرض لمسببات الحساسية الداخلية، في مرحلة الطفولة المبكرة قد يحول دون تطور الربو، ولكن التعرض في سن أكبر قد يثير إلى ضيق في الشعب الهوائية، يرتبط تطور الربو باستخدام المضادات الحيوية في بداية العمر، قد يكون التعرض للمركبات الداخلية العضوية المتطايرة محفزا للربو، التعرض للفورمالدهيد على سبيل المثال له ارتباط إيجابي.

## التشخيص
الاختبار متاح للمساعدة في تحديد ان كانت الحساسية بيئية أو غذائية. يمكن لمقدمي الرعاية والأطباء تقييم تطور الحساسية للطفل من خلال ملاحظة وجود علامات وأعراض وتاريخ الكشف.

## الوقاية

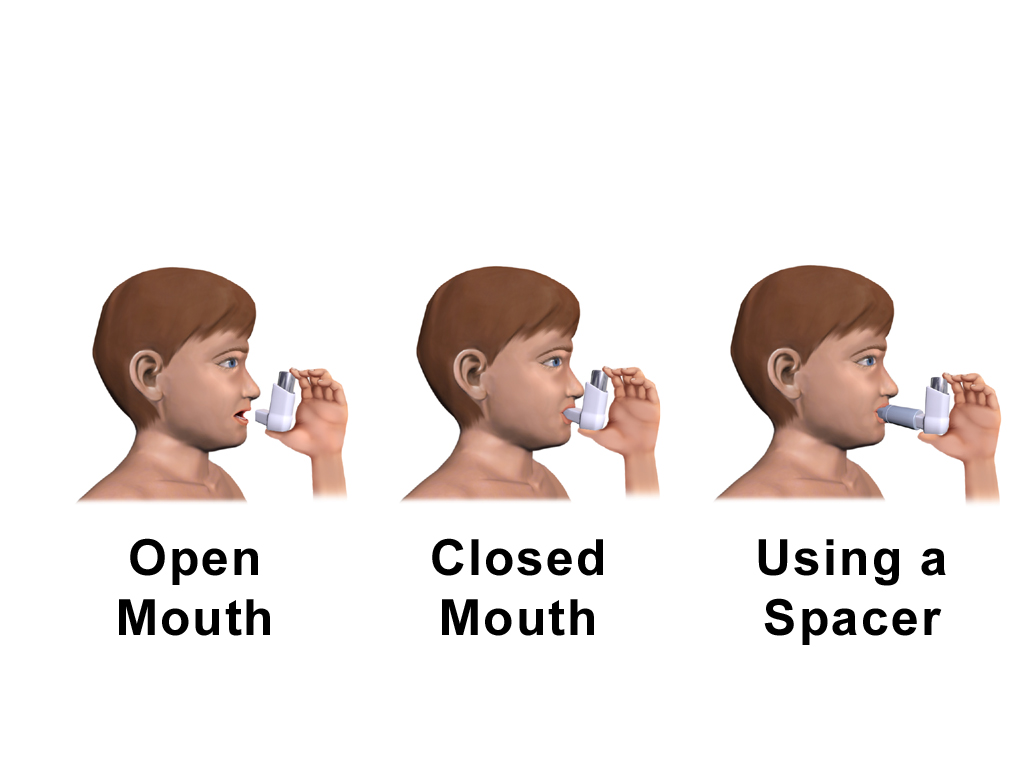
رسم توضيحي طبي يصور جهاز الاستنشاق بالجرعات المقننة للطفل.

يمكن تعليم بعض الأطفال الأكبر سنا استخدام جهاز الاستنشاق بالجرعات المقننة                                  
الاستنشاق بالجرعات المقننة (الطفل)
تجنب مسببات الحساسية سيساعد على منع ظهور الأعراض، يمكن السيطرة على الحساسية التي يعاني منها الطفل اتجاه حيوان أليف، وذلك عن طريق إزالة الحيوان وإيجاد منزل جديد له، والقضاء على الصراصير والفئران والجرذان، والتنظيف الشامل يمكن أن يقلل من أعراض الحساسية لدى الأطفال. ينجذب عث الغبار إلى الرطوبة، عث الغبار يستهلك جلد الإنسان الذي يسقط ويستقر على الأثاث والسجاد والمراتب والينابيع الصندوقية والوسائد.يمكن تغطية فراش الطفل بأغطية مقاومة للحساسية، كما أن غسل ملابس الطفل وبياضات الاسره والبطانيات يقلل من التعرض للحساسية.يمكن التحكم في التعرض لمسببات الحساسية خارج المنزل باستخدام مكيفات الهواء، يمكن غسل الشعر أو الاستحمام أو الاستحمام قبل النوم لإزالة المواد المسببة للحساسية التي تم التقاطها من خارج المنزل. إذا كان العشب أو حبوب اللقاح من مسببات الحساسية فمن المفيد في بعض الأحيان البقاء في داخل المنزل أثناء قطع العشب أو قصه. يمكن للأطفال الذين يعانون من حساسية العشب تجنب اللعب في العشب لمنع أعراض الحساسية، يمكن أن يساعد البقاء بعيدا عن الأوراق المكدسة في فصل الخريف. الحيوانات الأليفة تعود إلى المنزل بعد تعرضها للهواء الطلق قد تتبع اثر مسببات الحساسية.

## علم الأوبئة
الأطفال الرضع الذين يعتمدون على تغذيتهم على حليب البقر، سيكون 5% منهم لديهم مناعة من حساسية حليب البقر، أكثر من نصف الحالات فيما يتعلق بحساسية الأطفال في الولايات المتحدة الأمريكية تكون في المناطق التي تقل فيها جوده الجو عن معايير وكاله حماية البيئة.

## مطبوعات دار النشر
ولكر، مارشا (2011), إدارة الرضاعة الطبيعية للطبيب: باستخدام الأدلة. سودبوري، ماس، جونز وبارتليت للنشر.